# Wian Sullwald
Wian Sullwald, né le 1er avril 1993, est un triathlète sud-africain, champion d'Afrique de triathlon courte distance en 2019.

## Biographie
Wian Sullwald remporte la médaille de bronze des Jeux africains de 2011 à Maputo.
Il est vice-champion d'Afrique de triathlon en 2013 à Agadir puis médaillé de bronze aux championnats d'Afrique 2014 à Nyanga, vice-champion d'Afrique en 2015 à Charm el-Cheikh et en 2016 à Buffalo City avant d'être sacré champion d'Afrique en 2019 à Maurice.

## Palmarès
Le tableau présente les résultats les plus significatifs (podium) obtenus sur le circuit international de triathlon.
| Année | Compétition            | Pays           | Position           | Temps           |
| ----- | ---------------------- | -------------- | ------------------ | --------------- |
| 2019  | Championnats d'Afrique | Maurice        | Médaille d'or      | 1 h 52 min 9 s  |
| 2016  | Championnats d'Afrique | Afrique du Sud | Médaille d'argent  | 2 h 4 min 5 s   |
| 2015  | Championnats d'Afrique | Égypte         | Médaille d'argent  | 1 h 54 min 28 s |
| 2014  | Championnats d'Afrique | Zimbabwe       | Médaille de bronze | 2 h 2 min 26 s  |
| 2013  | Championnats d'Afrique | Maroc          | Médaille d'argent  | 1 h 54 min 28 s |
| 2011  | Jeux africains         | Mozambique     | Médaille de bronze | 1 h 1 min 46 s  |